# Albertina (musée)
Pour les articles homonymes, voir Albertina.
 (mai 2022).
Si vous disposez d'ouvrages ou d'articles de référence ou si vous connaissez des sites web de qualité traitant du thème abordé ici, merci de compléter l'article en donnant les références utiles à sa vérifiabilité et en les liant à la section « Notes et références ».
Le palais Albertina à Vienne est situé dans le premier arrondissement, près du palais de la Hofburg.
Aménagé en 1801 pour abriter les dessins, estampes et aquarelles réunis par le duc Albert de Saxe-Teschen, gendre de Marie-Thérèse, c'est aujourd'hui un musée.
La collection d'arts graphiques de l'Albertina est aujourd'hui une des plus riches du monde, comptant près d'un million d'estampes et plus de 65 000 dessins de maîtres, de Dürer, Rubens, Rembrandt, Michel-Ange, Raphaël, Léonard de Vinci, et, pour les modernes, Édouard Manet, Modigliani, Cézanne, Klimt ou Schiele.

## Restauration et extension
Le palais fait l'objet d'une importante restauration, qui rendit en 2003 à la cour centrale l'aspect qu'elle avait au XIXe siècle, avec des façades reconstruites d'après les dessins de Joseph Kornhäusel et un pavage d'ardoises de Solnhofen. Les grandes salles de cette résidence, la plus vaste de toutes celles des Habsbourg, retrouvent leur splendeur d'autrefois, avec des tentures de soie et des sols marquetés.
Une nouvelle extension moderne, située entre la façade du Burggarten et les serres, comporte un centre d'études, une bibliothèque et un vaste hall destiné à accueillir les expositions temporaires.
D'importants directeurs du présent furent Walter Koschatzky (1962–1986), Konrad Oberhuber (1987–2000) et Klaus Albrecht Schröder (2000–2024). En 2020, l'éditrice Eva Dichand est nommée vice-présidente du conseil d'administration.

## Collections
- 1 million de gravures, plus de 70 000 dessins et aquarelles
- La plus vaste collection de dessins et d'aquarelles de Dürer au monde (139 œuvres, dont le fameux Lièvre)

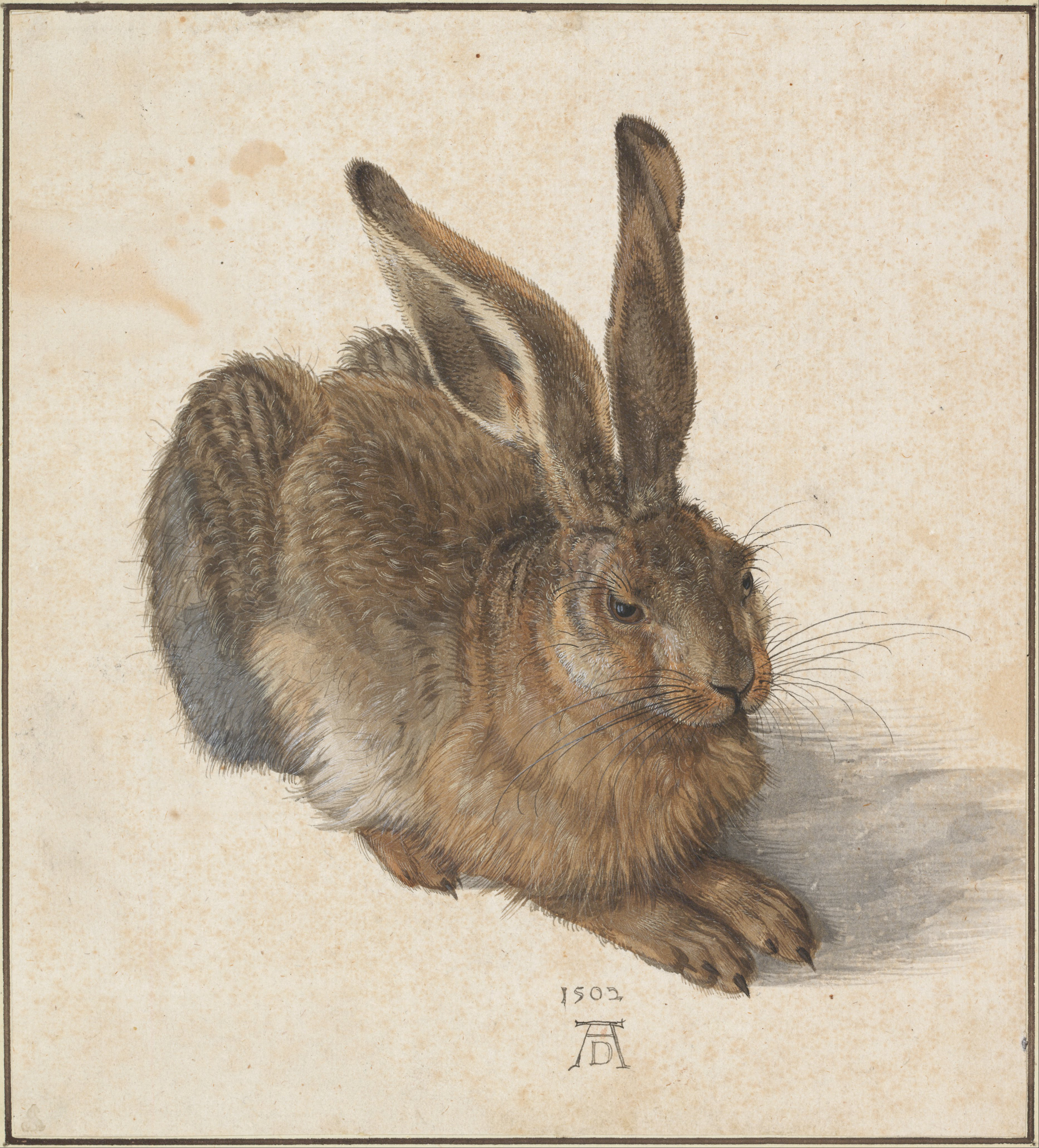
Albrecht Dürer, Le Lièvre
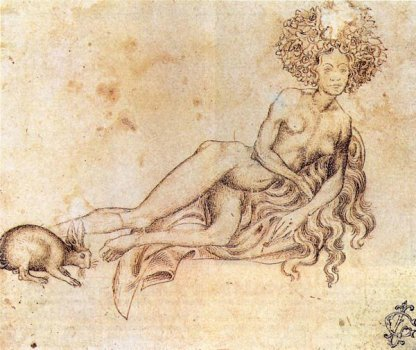
Pisanello, Luxure
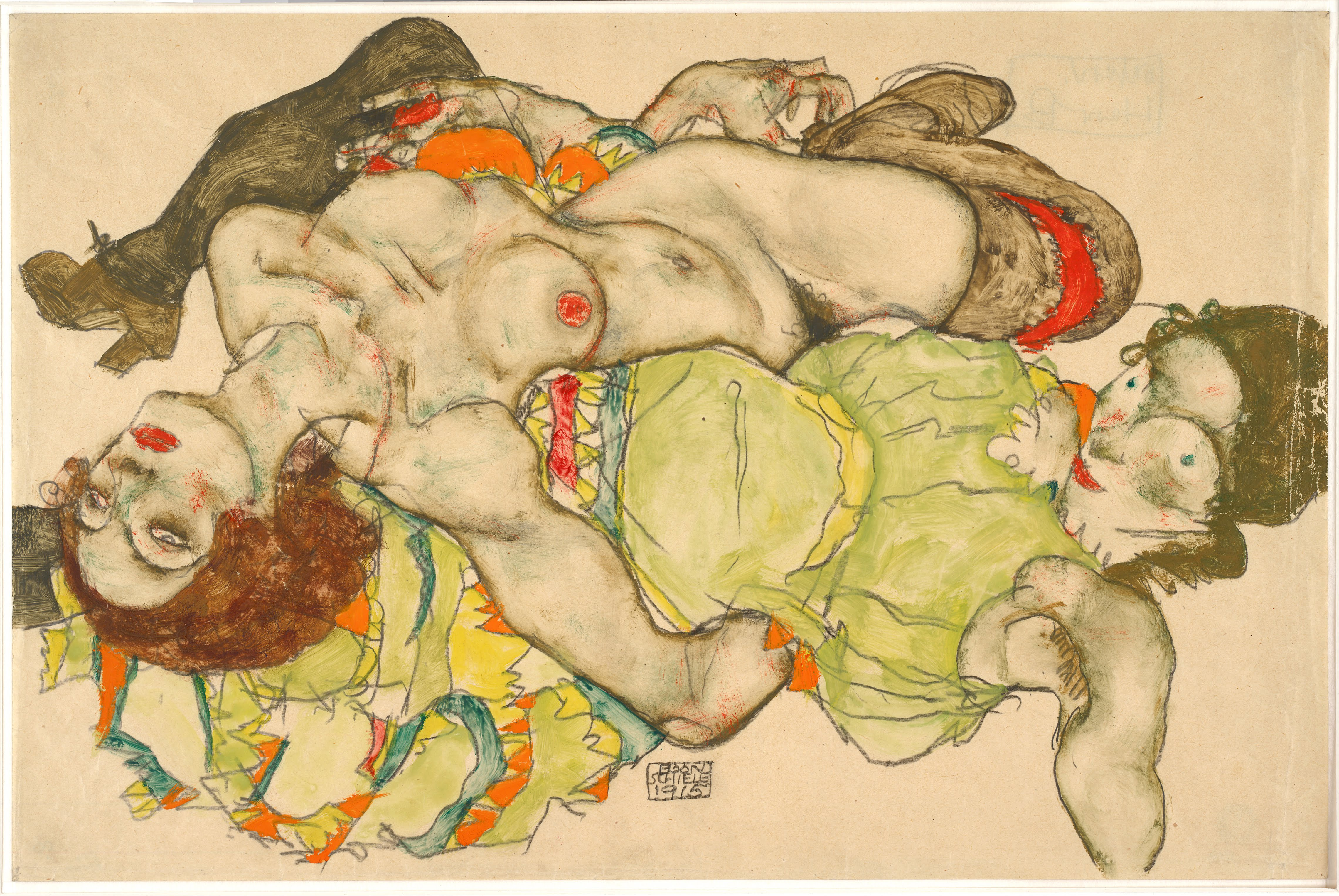
Egon Schiele, Amantes
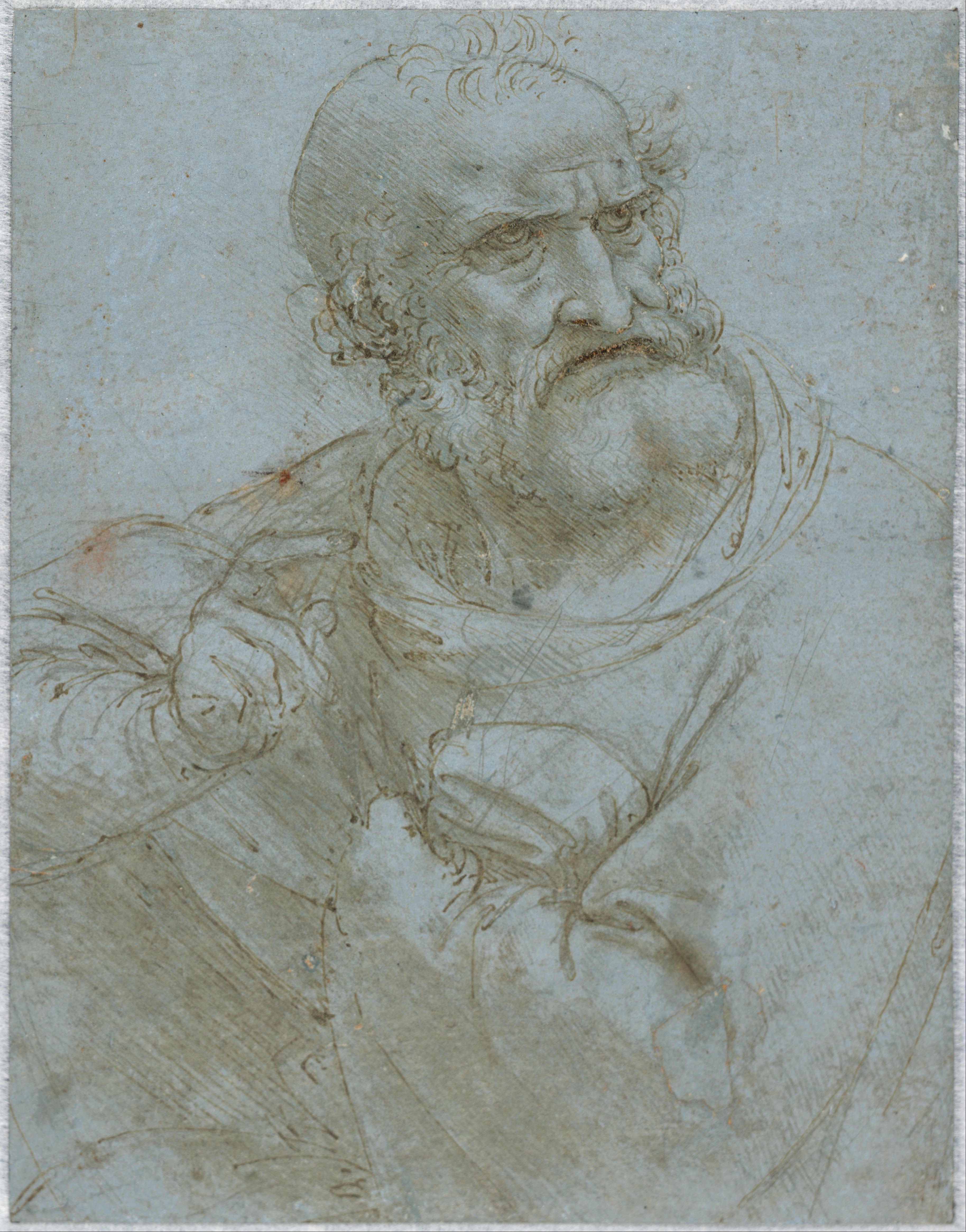
Léonard de Vinci, Apôtre
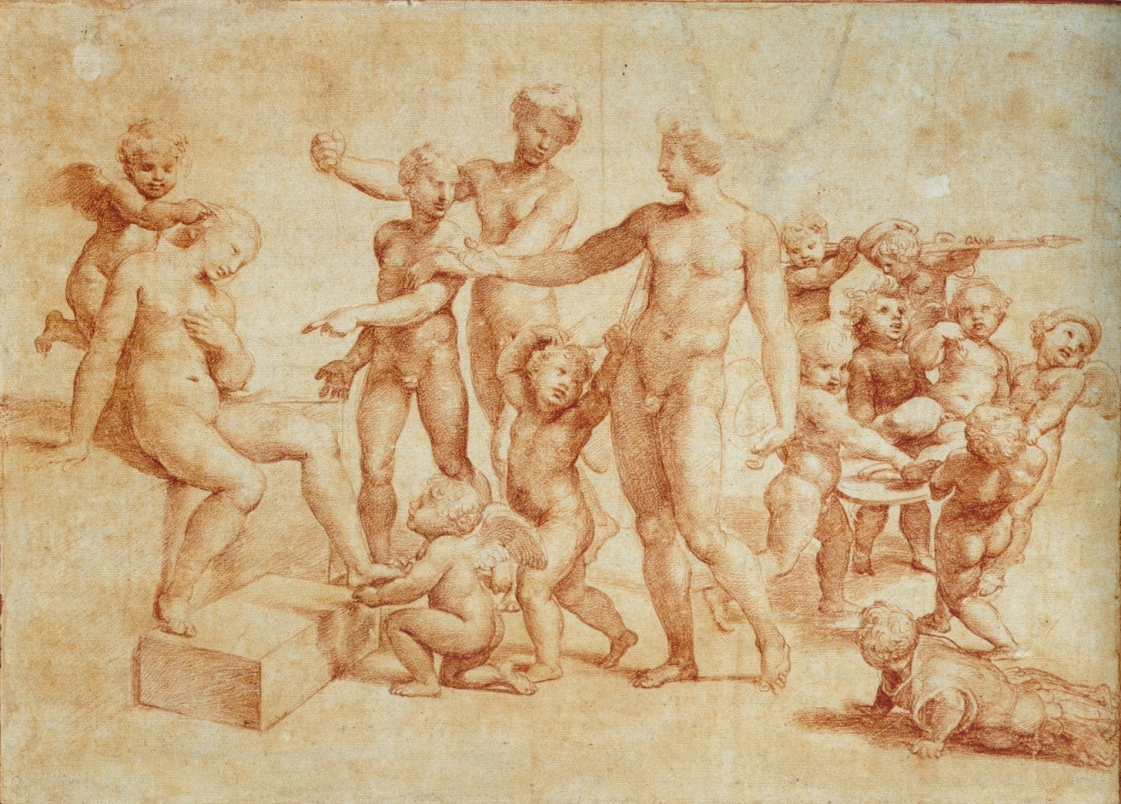
Raphaël, Mariage d'Alexandre et Roxane
Portrait de Max Oppenheimer par Egon Schiele, 1910, collection permanente de l'Albertina

- Des toiles, comme Inner Alliance de Vassily Kandinsky.